# Ordre de precedència a Espanya
L'ordre de precedència a Espanya és regulat pel Reial decret 2099/1983, que estableix l'ordre de precedència de diferents autoritats quan assisteixen a actes o esdeveniments de caràcter públic i oficial. Incorpora els càrrecs i institucions més rellevants de l'administració central, les administracions autonòmiques i els ajuntaments. L'ordre depèn de si l'acte se celebra a Madrid o a qualsevol altre indret del país.

## Orde de precedència a Madrid
1. El rei o reina
2. Reina consort o consort de la reina
3. Príncep o princesa d'Astúries
4. Infants d'Espanya
5. President del Govern
6. President o presidenta del Congrés dels Diputats
7. President del Senat
8. President del Tribunal Constitucional
9. President del Consell General del Poder Judicial
10. Vicepresidents del Govern, segons llur ordre
11. Minsitres del Govern, segons llur ordre (regit, actualment, pel Reial decret 2/2020)
12. Degà del Cos Diplomàtic i ambaixados estrangers acreditats a Espanya
13. Expresidents del Govern
14. Presidents dels consells de govern de les comunitats autònomes, segons llur ordre
15. Cap de l'oposició
16. Alcalde de Madrid
17. Cap de la Casa de Sa Majestat el Rei
18. President del Consell d'Estat
19. President del Tribunal de Comptes
20. Fiscal General de l'Estat
21. Defensor del Poble
22. Secretaris d'Estat, segons llur ordre
23. Vicepresidents de les meses del Congrés dels Diputats i del Senat, segons llur ordre
24. President del Consell Suprem de Justícia Militar
25. Delegat del Govern a la Comunitat Auònoma de Madrid
26. Capità general de la Primera Regió Militar, almirall en cap de la Jurisdicció Central de Marina i tinent general en cap de la Primera Regió Aèria
27. Cap de la Cambra Militar i secretari general de la Casa de Sa Majestat el Rei
28. Sotssecretaris i assimilats, segons llur ordre
29. Secretaris de les messes del Congrés dels Diputats i del Senat, segons llur odre
30. President de l'Assemblea Legislativa de la Comunitat de Madrid
31. Encarregats de negocis estrangers acreditats a Espanya
32. President de l'Institut d'Espanya
33. Cap de Protocol de l'Estat
34. Directors generals acreditats, segons llur ordre
35. Consellers de Govern de la Comunitat Autònoma de Madrd
36. Membres de la Mesa de l'Assemblea Legislativa de la Comunitat Autònoma de Madrid.
37. President i fiscal del Tribunal Superior de Justícia de la Comunitat Autònoma de Madrid
38. Diputats i senadors per Madrid
39. Rectors de les universitats amb seu a Madrid, segons l'anitguitat de la Universitat
40. Governador militar de Madrid
41. Tinents d'alcalde de l'Ajuntament de Madrid

## Ordre de precedència en altres Comunitats Autònomes
1. Rei o reina
2. Reina consort o consort de la reina
3. Príncep o princesa d'Astúries
4. Infants d'Espanya
5. President del Govern
6. President del Congrés dels Diputats
7. President del Senat
8. President del Tribunal Constitucional
9. President del Consell General del Poder Judicial
10. Vicepresidents del Govern, segons llur ordre
11. President del Consell de Govern de la Comunitat Autònoma
12. Minsitres del Govern, segons llur ordre
13. Degà del Cos Diplomàtic i ambaixadors estrangers acreditats a Espanya
14. Expresidents del Govern
15. Presidents dels consells de govern d'altres comunitats autònomes
16. Cap de l'oposició
17. President de l'Assemblea Legislativa de la comunitat Autònoma
18. Delegat del Govern a la Comunitat Autònoma
19. Alcalde del municipi
20. Cap de la Casa de Sa Majestat el Rei
21. President del Consell d'Estat
22. President del Tribunal de Comptes
23. Fiscal general de l'Estat
24. Defensor del Poble
25. Secretaris d’Estat, segons llur ordre, i president de la Junta de Caps d’Estat Major i caps d’Estat Major dels exèrcits de Terra, Mar i Aire.
26. Vicepresidents de les meses del Congrés dels Diputats i del Senat, segons llur ordre.
27. President del Consell Suprem de la Justícia Militar
28. Capità general de la Regió Militar, capità general o comandant general de la Zona Marítima, cap de la Regió o Zona Aèria i comandant general de la Flota, segons llur ordre.
29. Cap de la Cambra Militar i secretari general de la Casa de Sa Majestat el Rei
30. Consellers de Govern de la Comunitat Autònoma, segons llur ordre
31. Membres de la Mesa de l'Assemblea Legislativa de la Comunitat Autònoma
32. President i fiscal del Tribunal Superior de Justícia de la Comunitat Autònoma
33. Sotssecretaris i assimilats, segons llur ordre
34. Secretaris de les meses del Congés dels Diputats i del Senat, segons llur ordre
35. Encarregats de negocis estrangers acreditats a Espanya
36. President de l'Institut d'Espanya
37. Cap de Protocol de l'Estat
38. Governador civil de la província on tingui lloc l'acte
39. President de la Diputació Provinicial, Mancomunitat o Govern Insular
40. Directors generals i assimilats, segons llur ordre
41. Diputats i senadors per la província on tingui lloc l'acte
42. Rectors d'universitat del districte en el qual tingui lloc l'acte, segons l'antiguitat de la Universitat
43. Delegat insular del Govern, en el seu territori
44. President de l'Audiència Provincial
45. Governador militar i caps dels sectos Naval i Aeri
46. Tinents d'alcalde de l'indret
47. Comandant militar de la plaça, comandant o ajudant militar de Marina i autoritat aèria local
48. Representants consulars estrangers

## Ordre de precedència de les institucions en els actes a Madrid
1. Govern de la nació
2. Cos Diplomàtic acreditat a Espanya
3. Mesa del Congrés de Diputats
4. Mesa del Senat
5. Tribunal Constitucional
6. Consell General del Poder Judicial
7. Tribunal Suprem
8. Consell d'Estat
9. Tribunal de Comptes
10. Presidència del Govern
11. Ministeris, segons llur ordre
12. Institut d'Espanya i reals acadèmies
13. Consell de Govern de la Comunitat Autònoma de Madrid
14. Assemblea Legislativa de la Comunitat Autònoma de Madrid
15. Tribuanal Superior de Justícia de Madrid
16. Ajuntament de Madrid
17. Claustre universitari

## Ordre de precedència de les institucions a una Comunitat Autònoma
1. Govern de la nació
2. Cos Diplomàtic acreditat a Espanya
3. Consell de Govern de la Comunitat Autònoma
4. Mesa del Congés dels Diputats
5. Mesa del Senat
6. Tribunal Constitucional
7. Consell General el Poder Judicial
8. Tribunal Suprem de Justícia
9. Assemblea Legislativa de la Comunistat Autònoma
10. Consell d'Estat
11. Tribunal de Comptes
12. Tribunal Superior de Justícia de la Comunitat Autònoma
13. Ajuntament de la localitat
14. Presidència del Govern
15. Ministeris, segons llur ordre
16. Conselleries de Govern de la Comunitat Autònoma, segons llur ordre
17. Institut d'Espanya i reials acadèmies
18. Govern Civil de la província
19. Diputació Provincial, Mancomunitat o Govern Insular
20. Audiència Territorial i Provincial
21. Claustre universitari
22. Representacions consulars estrangeres

## Altres consideracions
- Després de l'abdicació del rei Joan Carles I, el Reial decret 470/2014 estableix que la posició del rei i la reina emèrits és la immediatament posterior als descendents de Felip VI.
- L'ordre de prededència dels ambaixadors es regeix per la data de presentació de la seva carta credencial davant del rei.
- El Degà del Cos Diplomàtic és el nunci.
- L'alt personal de la Casa de Sa Majestat el Rei, s'ha de situar en un lloc especial i pròxim a les persones reials.